# Reddition d'Angostura
Guerre de la Triple-Alliance
Lors de la guerre de la Triple-Alliance, les troupes paraguayennes en garnison au Fort d'Angostura (pt) se rendent aux forces alliées menées par l'empire du Brésil le 30 décembre 1868. Après la défaite de Lomas Valentinas, la reddition a lieu sans qu'un seul coup de feu ne soit tiré, mettant ainsi fin à une série de conflits victorieux de la Triple-Alliance connus sous le nom de Dezembrada.

## Contexte
En 1868, il était déjà clair que la défaite du Paraguay était imminente. Cependant, López croyait pouvoir vaincre les attaquants en grande partie grâce aux préparatifs effectués à Lomas Valentinas (pt). George Thompson (pt), ingénieur de López, avait construit une tranchée de 9 kilomètres de long ; Il y avait environ 2 000 soldats en garnison au Fort d'Angostura (pt), ainsi que 18 canons et le plus grand canon jamais construit en Amérique du Sud, l'El Cristiano (pt). Après une avancée repoussée le 21 décembre, Caxias ordonne une nouvelle attaque sur Lomas Valentinas le 27 avec des avancées frontales et de flanc, et en est victorieux 3 jours plus tard.

## Le fort
Le Fort d'Angostura (pt), l'un des derniers bastions du Paraguay tombe le 30 décembre sans combat.